# 鎏金双人盘舞扣饰

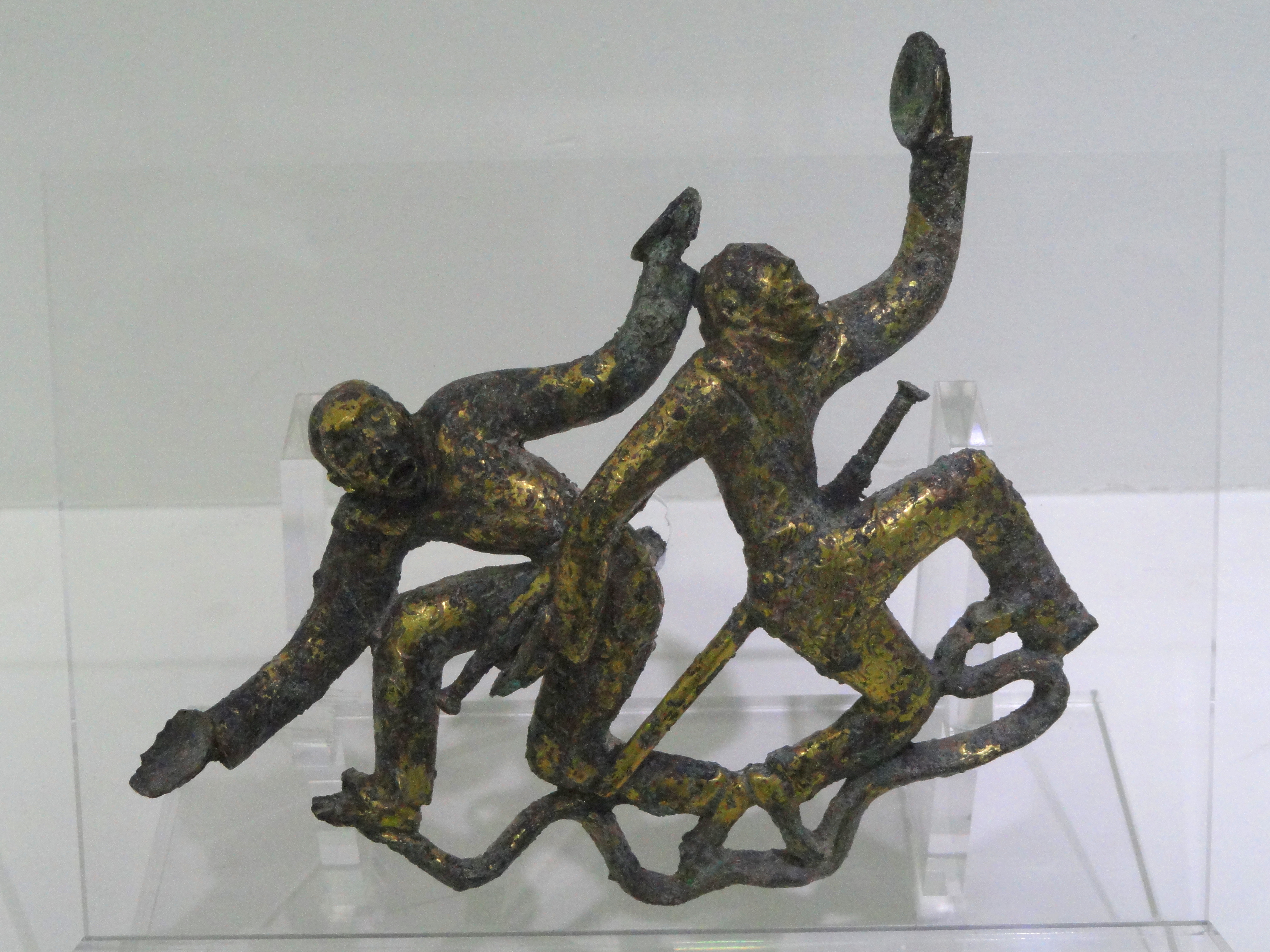

鎏金双人盘舞扣饰，是一个西汉滇国贵族服装扣饰，现为云南省博物馆藏。

## 特点
1956年，鎏金双人盘舞扣饰出土于石寨山古墓群13号墓，长19厘米、宽13厘米。其为鎏金透空浮雕扣饰，背面有一榫扣，浮雕两人双手各托圆盘，昂首张口，手舞足蹈，脚踩一蛇。两舞俑着长袖交襟，衣裤布有月牙纹、卷云纹饰，佩长剑、跣足。其舞蹈形态与当地滇国民众不同，因此族属在考古学界众说纷纭，一说为西域人。